# Янн Марденборо
Янн Марденборо (англ. Jann Mardenborough; нар. 9 вересня 1991, Дарлінгтон, Велика Британія) — британський професійний автогонщик.
У 2011 році став третім і наймолодшим переможцем конкурсу GT Academy — конкурсі віртуальних гонок на PlayStation, в якому 90 000 учасників змагалися за шанс потрапити у професійний автоспорт. В якості нагороди отримав можливість взять участь у гонці «24-години Дубаю» від компанії Nissan, на якій зайняв третє місце в своїй категорії. Згодом постійно брав участь у британському чемпіонаті GT, європейському чемпіонаті Формули-3 та серії GP3. Також брав участь у 24 годинах Ле-Мана, де фінішував третім у категорії LMP2 під час свого дебюту в 2013 році. Виступав за Nissan Motorsports у Чемпіонаті світу з перегонів на витривалість 2015 FIA, але команда вийшла зі змагання після однієї гонки через неконкурентоспроможний автомобіль.
Відтоді брав участь у гонках у Японії, головним чином у чемпіонатах Super GT та Super Formula. У 2016 році виграв гонку і був претендентом на титул у класі GT300 Super GT, а також посів друге місце в японській F3. У 2017 році піднявся до вищого класу GT500, де брав участь у перегонах до кінця 2020 року.

## Життєпис

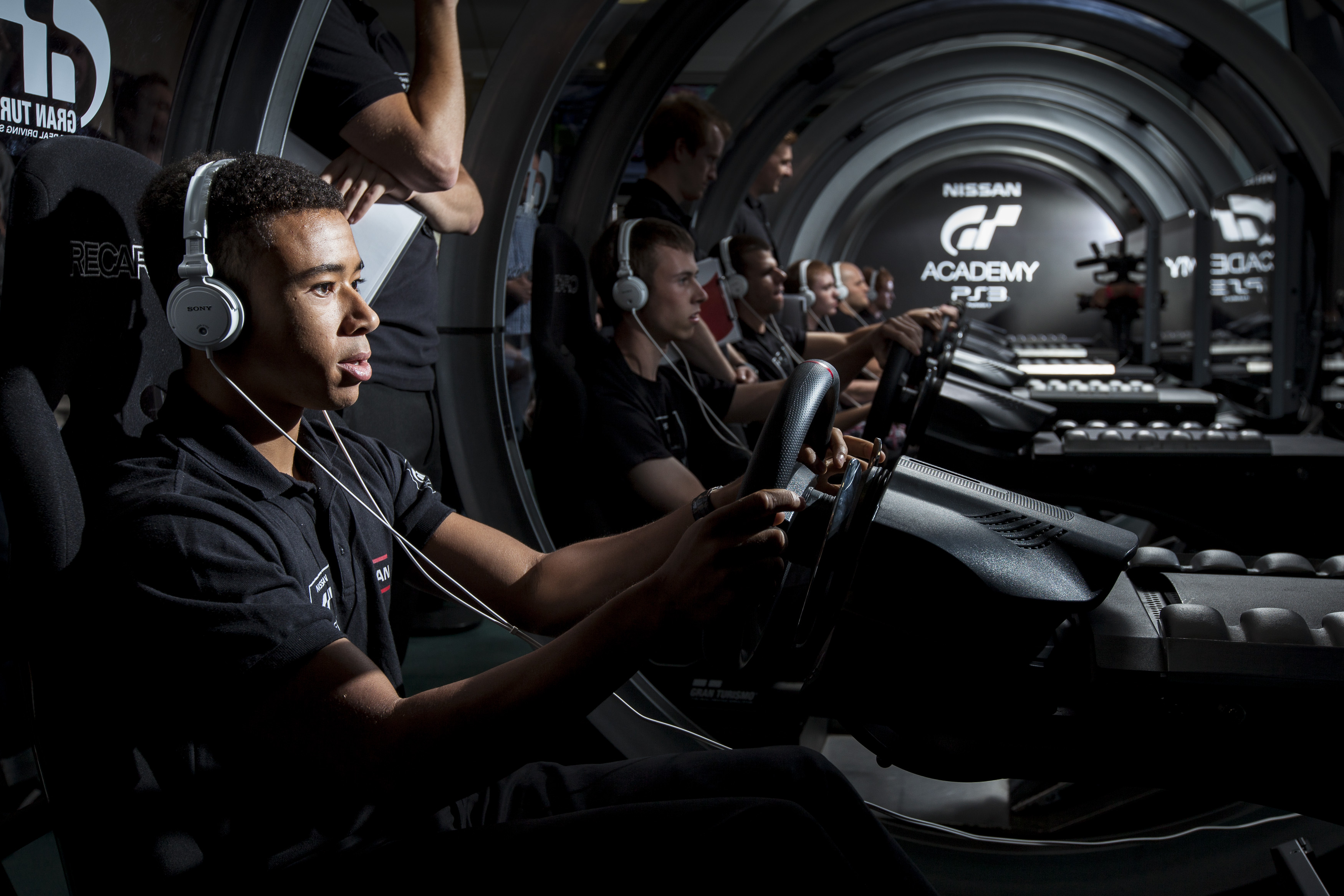
Марденборо грає в Gran Turismo 5 на симуляторі перегонів у 2013 році

Марденборо народився в Дарлінгтоні, в родині англійського футболіста Стіва Марденборо. Більшу частину свого дитинства провів у Кардіффі.
На відміну від багатьох автогонщиків, Марденборо не має великого послужного списку в картингу. Хоча він брав участь у гонках з восьми до одинадцяти років на картодромі в Кардіффіі, після закриття траси у його сім'ї не вистачило фінансів для продовження захоплення автоспортом.
У 2011 році взяв участь у GT Academy — конкурсі, що проводиться компаніями Nissan і Sony, в якому за допомогою віртуальних гонок на PlayStation визначався переможець, що отримує шанс потрапити до професійного автоспорту. Марденборо обійшов 90 000 учасників і як нагороду за титул був заявлений компанією Nissan на участь у гонці «24 години Дубаю», де посів третє місце у своєму класі. У 2012 році Марденборо отримав місце у кокпіті GT3 у Британському чемпіонаті GT. Разом з Алексом Банкомбом виграв одну гонку та посів шосте місце у заліку GT3. Він також взяв участь у чотирьох гонках Blancpain Endurance Series.
У 2013 році компанія Nissan вирішила залучити Марденборо до участі у гонках формульного типу. Спочатку він взяв участь у сезоні Toyota Racing Series у Новій Зеландії, закінчивши сезон на десятому місці. Потім Марденборо було запрошено до команди Carlin для участі в Чемпіонаті Європи Формули-3 2013. Він чотири рази фінішував в очках, а за підсумками сезону став найгіршим гонщиком Carlin, посівши 21 місце. Крім того, Марденборо виступав за Carlin у Британській Формулі-3 2013 року. У цьому чемпіонаті він посів шосте місце, а його найкращим результатом стала друга позиція. Окрім участі у гонках «Формули», Марденборо в 2013 році взяв участь у гонці «24 години Ле-Мана» у рамках FIA World Endurance Championship FIA (WEC) у складі команди Greaves Motorsport. Разом з Міхаелем Круммом та Лукасом Ордоньєсом він посів дев'яте та третє місця (після дискваліфікації команди G-Drive Racing) у класі LMP2. У 2013 році Марденборо також знову брав участь у гонках Blancpain Endurance Series і у двох заїздах піднімався на подіум у своєму класі.

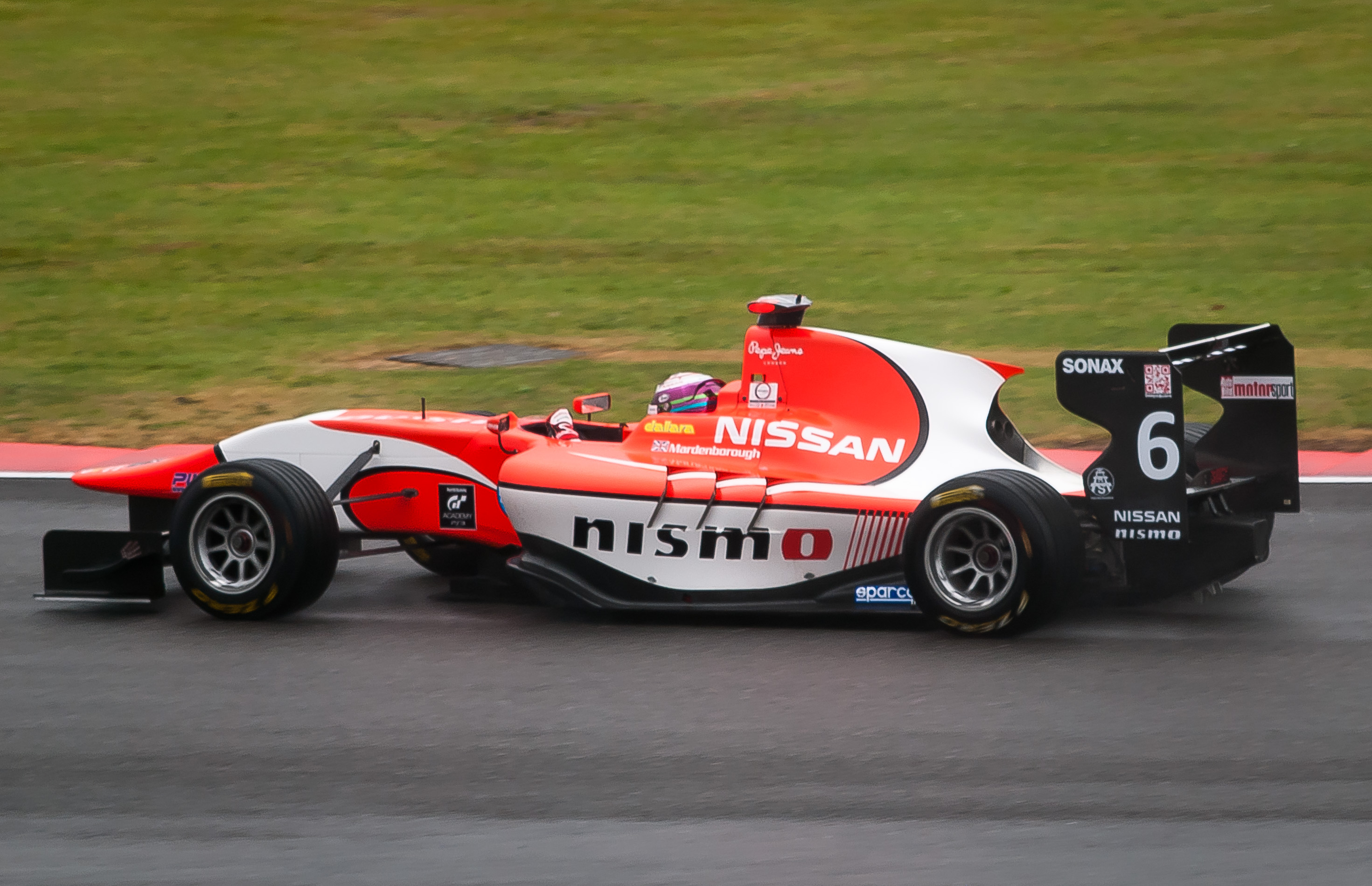
Марденборо за кермом в складі команди Arden International під час сезону GP3 2014

На початку 2014 року Марденборо знову взяв участь у Toyota Racing Series, виступаючи за команду Giles Motorsport. Виграв три гонки і загалом сім разів фінішував на подіумі. Набравши 782 очки, за підсумками сезону він посів друге місце, поступившись Ендрю Тангу. Потім отримав місце у команді Arden International на сезон серії GP3. Марденборо виграв одну гонку і посів дев'яте місце у загальному заліку як найкращий пілот команди. Крім того, він знову виступав за команду OAK Racing в «24 годинах Ле-Мана» і провів по одній гонці в Об'єднаному чемпіонаті спортивних автомобілів (USCC) та Британському чемпіонаті GT. В 2015 Марденборо перейшов у команду Carlin в рамках серії GP3. Зайняв дев'яте місце в загальному заліку, показавши два треті місця як свої найкращі результати. Коли на змаганнях серії GP2 у 2015 році у Carlin з'явився вільний кокпіт, Марденборо був заявлений у серію GP2 замість серії GP3. Крім того, він пропустив фінальний гоночний вікенд серії GP3. Також, Марденборо запропонували заводський кокпіт у команді Nissan Motorsports для участі в чемпіонаті світу з гонок на витривалість FIA 2015. Команда не брала участі у серії до третьої гонки «24 години Ле-Мана» і згодом знялася з чемпіонату. Марденборо також брав участь у гонках чемпіонату VLN Endurance Championship Nürburgring 2015 року. На ділянці траси Flugplatz його автомобіль втратив керування і вилетів із траси, вдарившись у пагорб, на якому було кілька глядачів. В результаті одна людина загинула і ще двоє отримали травми. Сам Марденборо майже не постраждав.
З 2017 року виступав за команду Toyota в японській серії Super Formula. У 2017 та 2018 роках також виступав за команду Impul у Super GT. У 2019 році виступав за команду Kondo Racing.

## Екранізації
Марденборо став співпродюсером, каскадером і консультантом у фільмі «Ґран Туризмо» (2023), який розповідає про його кар'єру та особисте життя і дав дозвіл творцям фільму включити його аварію 2015 року на трасі Нюрбургринг, в результаті якої загинула людина. За його словами це «було б ведмежою послугою для глядачів, якщо б це не було там». Роль Марденборо виконав британський актор Арчі Мадекве.